# Coney Island-Stillwell Avenue
Coney Island-Stillwell Avenue, conosciuta anche come Coney Island Terminal, è una stazione della metropolitana di New York, capolinea delle linee BMT Brighton, IND Culver, BMT Sea Beach e BMT West End. Nel 2019 è stata utilizzata da 4 579 191 passeggeri. È servita dalle linee D, F, N e Q, attive 24 ore su 24.

## Storia
La stazione venne realizzata durante gli anni 1910 come terminale per varie linee acquisite dalla Brooklyn Rapid Transit Company (BRT) durante la fine degli anni 1890. Il 21 luglio 1917 la stazione iniziò ad essere servita dalla linea BMT West End e il successivo 5 settembre dalla linea BMT Sea Beach. Il 29 maggio 1919 si svolse la cerimonia di apertura ufficiale, in occasione dell'attivazione della linea BMT Brighton. La stazione fu completata il 1º maggio 1920 con l'apertura della linea BMT Culver (oggi parte della linea IND Culver). Tra novembre 2001 e maggio 2004 la stazione venne sottoposta ad un'estesa ristrutturazione del costo di 310 milioni di dollari.

## Strutture e impianti
La stazione è posta su un viadotto e ha quattro banchine a isola e otto binari. Circa 2/3 del piano binari sono coperti da una tettoia composta da panelli fotovoltaici, mentre il restante 1/3 è privo di copertura. All'estremità sud della stazione si trova il fabbricato viaggiatori che affaccia sull'angolo nord-est dell'incrocio tra Stillwell Avenue e Surf Avenue; ulteriori ingressi sono posizionati vicino all'incrocio con Mermaid Avenue. L'intero complesso è accessibile alle persone con disabilità motoria tramite una serie di ascensori e rampe.

## Interscambi
La stazione è servita da alcune autolinee gestite da NYCT Bus.
- Fermata autobus